# Temporada 1978-79 de los New Orleans Jazz
La temporada 1978-79 fue la quinta de los New Orleans Jazz en la NBA. La temporada regular acabó con 26 victorias y 56 derrotas, ocupando el undécimo puesto de la Conferencia Este, no logrando clasificarse para los playoffs.

## Elecciones en elDraft
| Ronda | Puesto | Jugador         | Posición  | Nacionalidad   | Universidad      |
| ----- | ------ | --------------- | --------- | -------------- | ---------------- |
| 1     | 11     | James Hardy     | Ala-Pívot | Estados Unidos | San Francisco    |
| 2     | 35     | Tommie Green    | Base      | Estados Unidos | Southern         |
| 5     | 96     | Duck Williams   | Base      | Estados Unidos | Notre Dame       |
| 6     | 118    | John Douglas    | Base      | Estados Unidos | Kansas           |
| 8     | 158    | Carl Kilpatrick | Pívot     | Estados Unidos | Louisiana-Monroe |
| 10    | 190    | Rickey Williams | Base      | Estados Unidos | Long Beach State |

## Temporada regular
| División Central    | División Central | División Central | División Central | División Central | División Central | División Central | División Central | División Central |
| Equipo              | G                | P                | %                | PD               | Casa             | Fuera            | Div              |                  |
| ------------------- | ---------------- | ---------------- | ---------------- | ---------------- | ---------------- | ---------------- | ---------------- | ---------------- |
| y-San Antonio Spurs | 48               | 34               | .585             | –                | 29–12            | 19–22            | 11–9             |                  |
| x-Houston Rockets   | 47               | 35               | .573             | 1                | 30–11            | 17–24            | 12–8             |                  |
| x-Atlanta Hawks     | 46               | 36               | .561             | 2                | 34–7             | 12–29            | 14–6             |                  |
| Cleveland Cavaliers | 30               | 52               | .366             | 18               | 20–21            | 10–31            | 6–14             |                  |
| Detroit Pistons     | 30               | 52               | .366             | 18               | 22–19            | 8–33             | 9–11             |                  |
| New Orleans Jazz    | 26               | 56               | .317             | 22               | 21–20            | 8–33             | 9–15             |                  |

## Estadísticas
| Rk | Jugador         | Edad | P  | PT | MP   | TC   | TCI  | %TC  | TL  | TLI | %TL  | RO  | RD   | RT   | AS  | RB  | TAP | BP  | FP  | PTS  |
| -- | --------------- | ---- | -- | -- | ---- | ---- | ---- | ---- | --- | --- | ---- | --- | ---- | ---- | --- | --- | --- | --- | --- | ---- |
| 1  | Truck Robinson  | 27   | 43 |    | 41.4 | 9.2  | 19.0 | .485 | 5.7 | 7.9 | .723 | 3.2 | 10.2 | 13.4 | 1.7 | 0.7 | 1.5 | 3.3 | 3.0 | 24.2 |
| 2  | Spencer Haywood | 29   | 34 |    | 39.4 | 10.2 | 20.5 | .497 | 3.6 | 4.3 | .849 | 3.1 | 6.5  | 9.6  | 2.1 | 0.9 | 1.6 | 3.3 | 3.8 | 24.0 |
| 3  | Pete Maravich   | 31   | 49 |    | 37.2 | 8.9  | 21.1 | .421 | 4.8 | 5.7 | .841 | 0.7 | 1.8  | 2.5  | 5.0 | 1.2 | 0.4 | 4.1 | 2.1 | 22.6 |
| 4  | Jim McElroy     | 25   | 79 |    | 34.2 | 6.8  | 13.9 | .491 | 3.3 | 4.3 | .762 | 0.8 | 1.9  | 2.7  | 5.7 | 1.9 | 0.6 | 3.0 | 2.3 | 16.9 |
| 5  | Rich Kelley     | 25   | 80 |    | 33.8 | 5.5  | 10.9 | .506 | 4.7 | 5.7 | .814 | 3.8 | 9.0  | 12.8 | 3.6 | 1.6 | 2.1 | 3.6 | 3.9 | 15.7 |
| 6  | Gail Goodrich   | 35   | 74 |    | 28.8 | 5.2  | 11.5 | .449 | 2.4 | 2.8 | .853 | 0.9 | 1.6  | 2.5  | 4.8 | 1.2 | 0.2 | 2.5 | 2.4 | 12.7 |
| 7  | Ron Lee         | 26   | 17 |    | 23.4 | 2.6  | 7.3  | .363 | 1.4 | 2.2 | .649 | 1.2 | 2.0  | 3.2  | 4.3 | 2.2 | 0.1 | 2.9 | 2.6 | 6.7  |
| 8  | James Hardy     | 22   | 68 |    | 21.4 | 2.9  | 6.3  | .460 | 0.9 | 1.3 | .693 | 1.8 | 2.8  | 4.6  | 1.0 | 0.8 | 0.9 | 1.4 | 2.0 | 6.7  |
| 9  | Aaron James     | 26   | 73 |    | 19.4 | 4.3  | 8.6  | .494 | 1.4 | 1.9 | .750 | 1.3 | 2.1  | 3.4  | 1.1 | 0.4 | 0.3 | 1.5 | 2.8 | 10.0 |
| 10 | Ira Terrell     | 24   | 31 |    | 18.5 | 2.0  | 4.6  | .438 | 0.9 | 1.2 | .711 | 1.1 | 2.4  | 3.5  | 0.8 | 0.5 | 0.7 | 1.2 | 2.4 | 4.9  |
| 11 | Paul Griffin    | 25   | 77 |    | 18.2 | 1.4  | 2.9  | .475 | 1.2 | 1.9 | .619 | 1.6 | 3.4  | 5.1  | 1.8 | 0.7 | 0.5 | 1.5 | 2.6 | 3.9  |
| 12 | Joe Meriweather | 25   | 36 |    | 17.8 | 2.3  | 5.2  | .449 | 1.4 | 2.2 | .654 | 1.7 | 3.4  | 5.1  | 0.9 | 0.5 | 1.1 | 1.3 | 2.9 | 6.1  |
| 13 | Marty Byrnes    | 22   | 36 |    | 14.7 | 2.2  | 4.6  | .470 | 0.9 | 1.5 | .611 | 1.1 | 1.5  | 2.6  | 1.2 | 0.3 | 0.2 | 1.1 | 1.2 | 5.3  |
| 14 | Tommie Green    | 22   | 59 |    | 13.7 | 1.6  | 4.0  | .388 | 0.8 | 1.1 | .762 | 0.3 | 0.8  | 1.2  | 2.4 | 1.0 | 0.1 | 1.5 | 1.9 | 3.9  |
| 15 | Gus Bailey      | 27   | 2  |    | 4.5  | 1.0  | 3.5  | .286 | 0.0 | 0.0 |      | 1.0 | 0.0  | 1.0  | 1.0 | 0.0 | 0.0 | 0.5 | 0.5 | 2.0  |

## Galardones y récords
| Jugador       | Galardón |
| Pete Maravich | All-Star |